# DSA-280
La DSA-280 es una carretera perteneciente a la Red Primaria de la Diputación Provincial de Salamanca que une la localidad de Sotoserrano con la carretera  SA-220 .
Además de esta localidad, también pasa por Horcajo de Montemayor, Valdehijaderos y La Calzada de Béjar.

## Origen y destino
La carretera  DSA-280  tiene su origen en Sotoserrano en la intersección con la carretera  SA-225  y termina en la intersección con la carretera  SA-220  en La Calzada de Béjar formando parte de la Red de carreteras de Salamanca.